# Port de Lieja

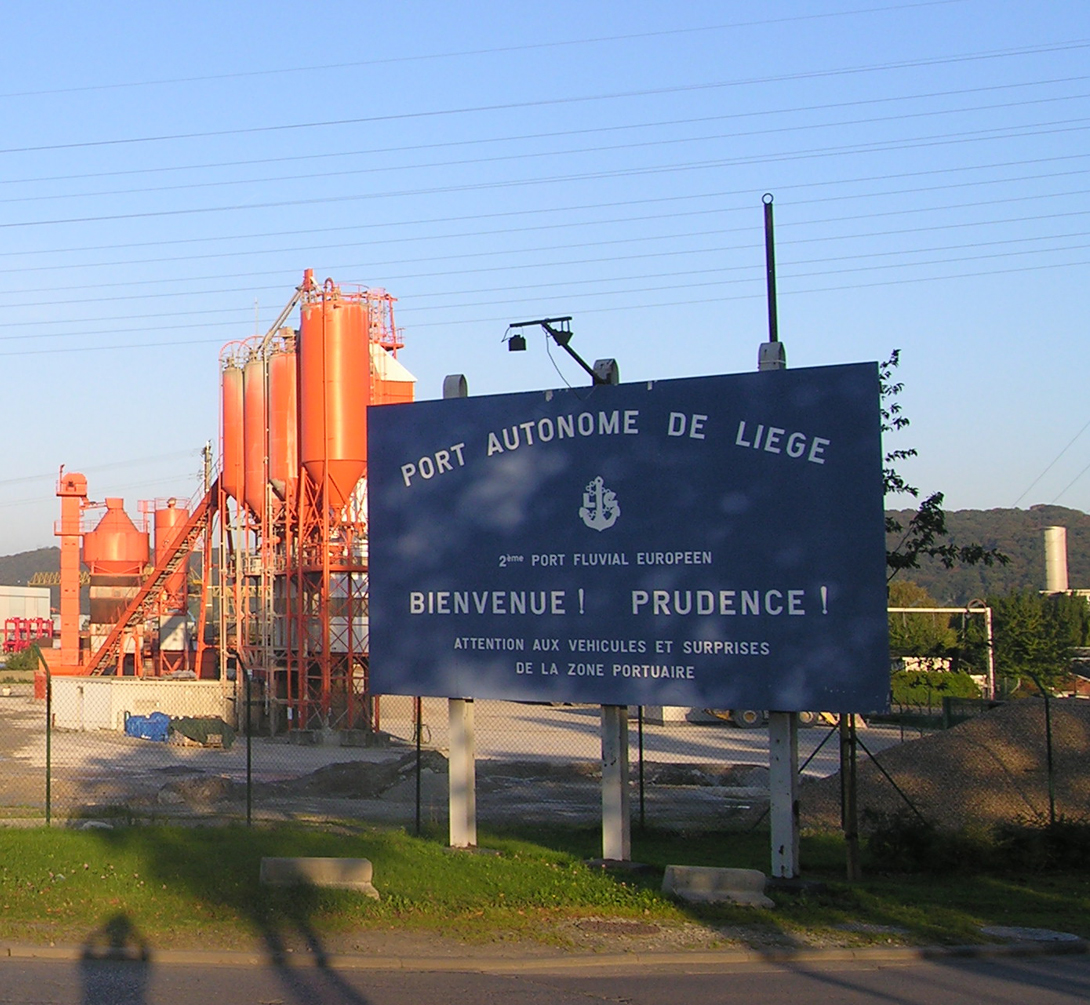
Una de les entrades del port de Lieja al port de Monsin

El port autònom de Lieja (en francès port autonome de Liège) és el port interior més important de Bèlgica i el tercer port interior europeu després del port de París i el de Duisburg. Es compon d'una sèrie de 30 ports fluvials situats a les ribes del Mosa i al canal Albert, uns 50 km a partir de Statte tot passant Lieja fins a la frontera neerlandesa a Visé.

## Connexions

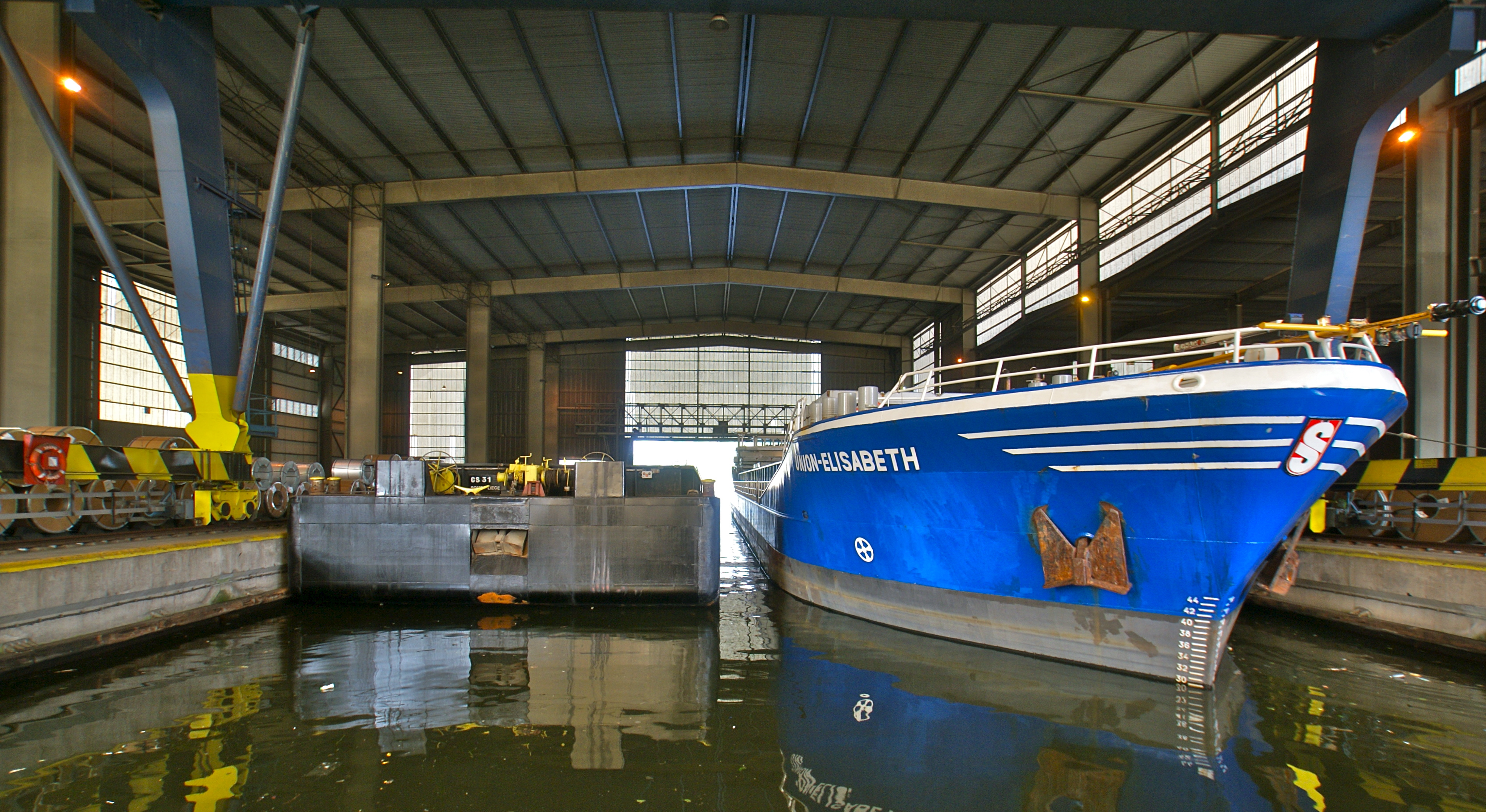
Nau de cabotatge marítim Union Elisabeth a la dàrsena coberta

- Port d'Anvers (110 km): via el canal Albert, 15 hores
- Port de Rotterdam (250 km): via el Mosa, el canal de Lanaye i el canal Juliana, 24 hores
- Port de Duinkerke (350 km): via el Mosa, el canal del Centre i els canals del nord de França

Hi ha també connexions amb la Renània
El port accepta embarcacions fins a 2500 tones i conjunts de dues barcasses empesos fins a 4500 tones. Té una línia regular vers el Regne Unit amb naus de cabotatge marítimes de 1.000 a 2.500 tones.

## Estadístiques

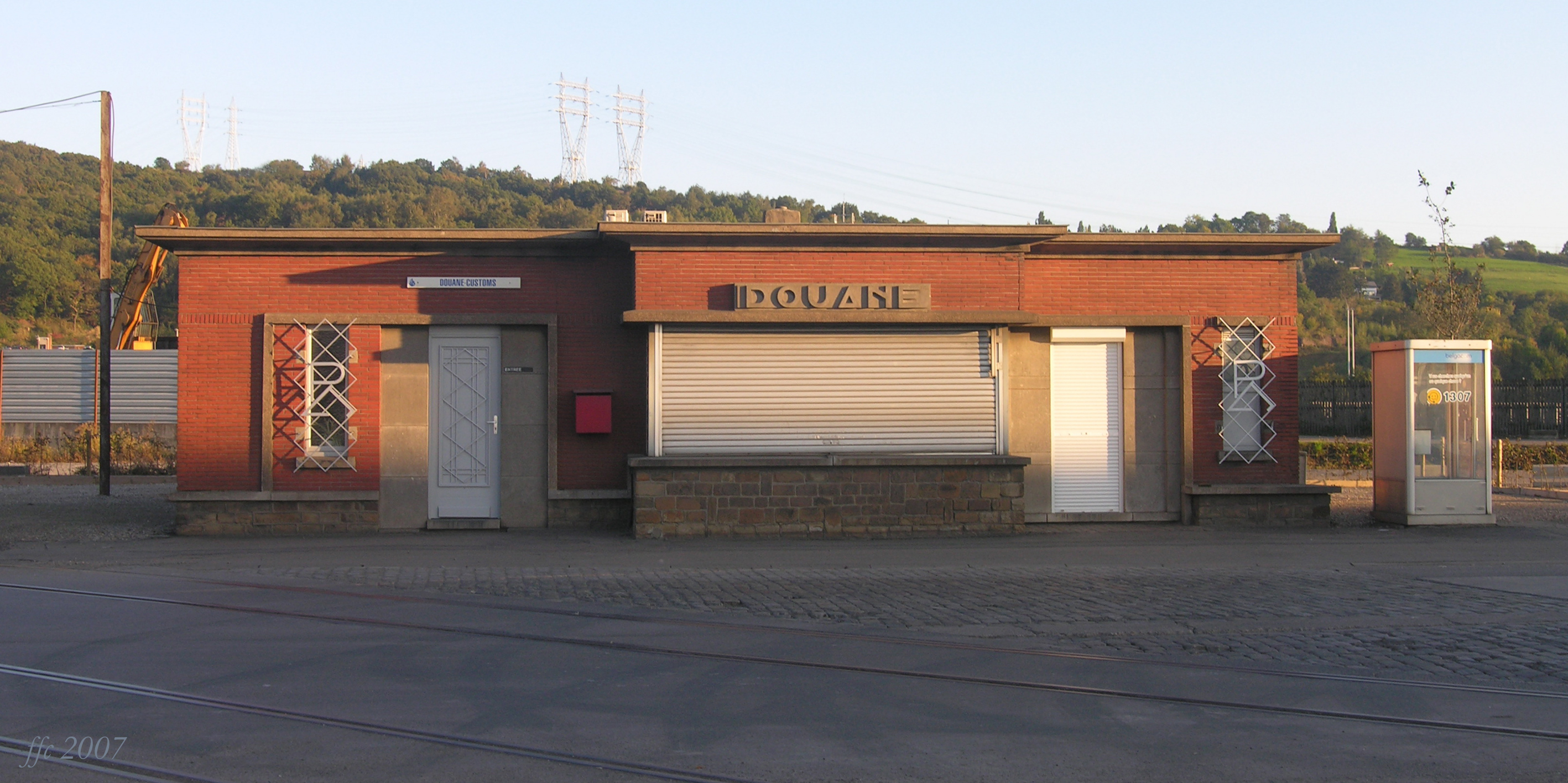
Despatx de la duana al port de Monsin

El port de Lieja forma un nus important de la xarxa de les vies navegables de Bèlgica.
Les xifres inferiors representen el trànsit fluvial, les superiors el tràfic total: al trànsit fluvial s'afegeix el volum de les mercaderies que arriba per camió o per tren. Els combustibles sòlids (carbó, llenya), petroli, ganga, materials de construcció i productes metàl·lúrgics representen més de noranta-cinc per cent del tonatge. La baixa del tràfic des del 2005 s'explica per al tancament d'un alt forn de ArcelorMittal a Seraing el 2004 i de la baixa de la producció de l'acereria de Chertal el 2005. La tendència positiva de 2007 hauria de confirmar-se el 2008. Tant la reobertura de l'alt forn n°6 a Seraing com la nova fàbrica de bioetanol a Wanze, Biowanze generaran nous tràfics. L'any 2008 va donar un dels millors resultats, la crisi que va esclatar vers la fi de l'any només va fer sentir-se el 2009.
El trànsit de contenidors va créixer exponencialment de 2004 a 2005: 51% en volum (+57.536 tones) per 14.000 contenidors (+6.368). La major part dels contenidors utilitzen el trajecte Anvers-Lieja.Tot i que el transport de materials a granel (carbó, mena de ferro, petroli, materials de construcció, deixalles...) formen la major part, el 2010 el trànsit de productes a alt valor afegit en contenidor continua creixent: d'11% i atenyia 17.633.
La construcció d'un port trimodal Trilogiport (aigua-ferro-autopista) a Hermalle-sous-Argenteau, a un antic meandre del Mosa tallat, les extensions dels ports de Renory i de Visé, el millorament de les connexions amb l'aeroport i l'eventual construcció d'una estació i d'una connexió ferroviària a alta velocitat per mercaderies haurien de promoure l'adveniment de càrregues a valor afegit superior. Tot això i l'acord amb els ports d'Anvers i de Zeebrugge al qual hi ha una penúria de terrenys industrials i logístics aviat hauria de tornar al port el seu títol de segon port interior europeu.
Avui, la connexió amb el port de Rotterdam sofreix de l'embús de Lanaye i les hesitacions del govern neerlandès per a autoritzar la construcció de la quarta resclosa al canal de Lanaye.

## Instal·lacions principals

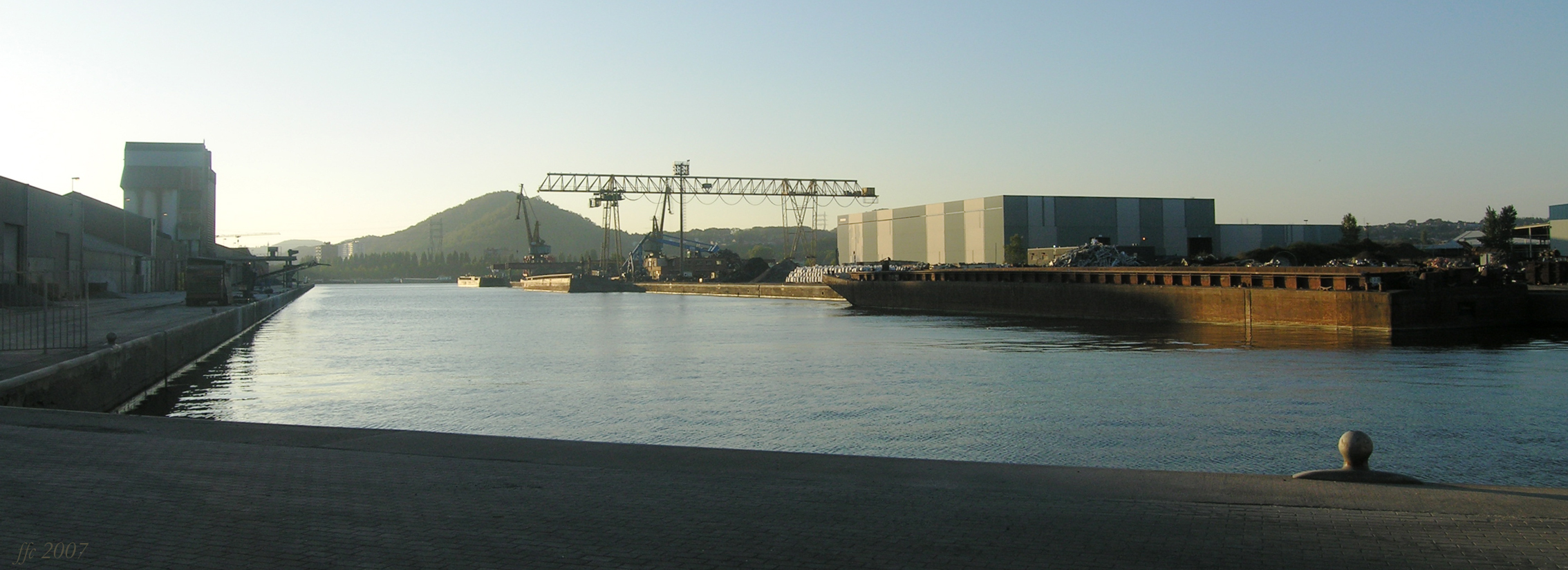
Dàrsena interior del Port de Lieja

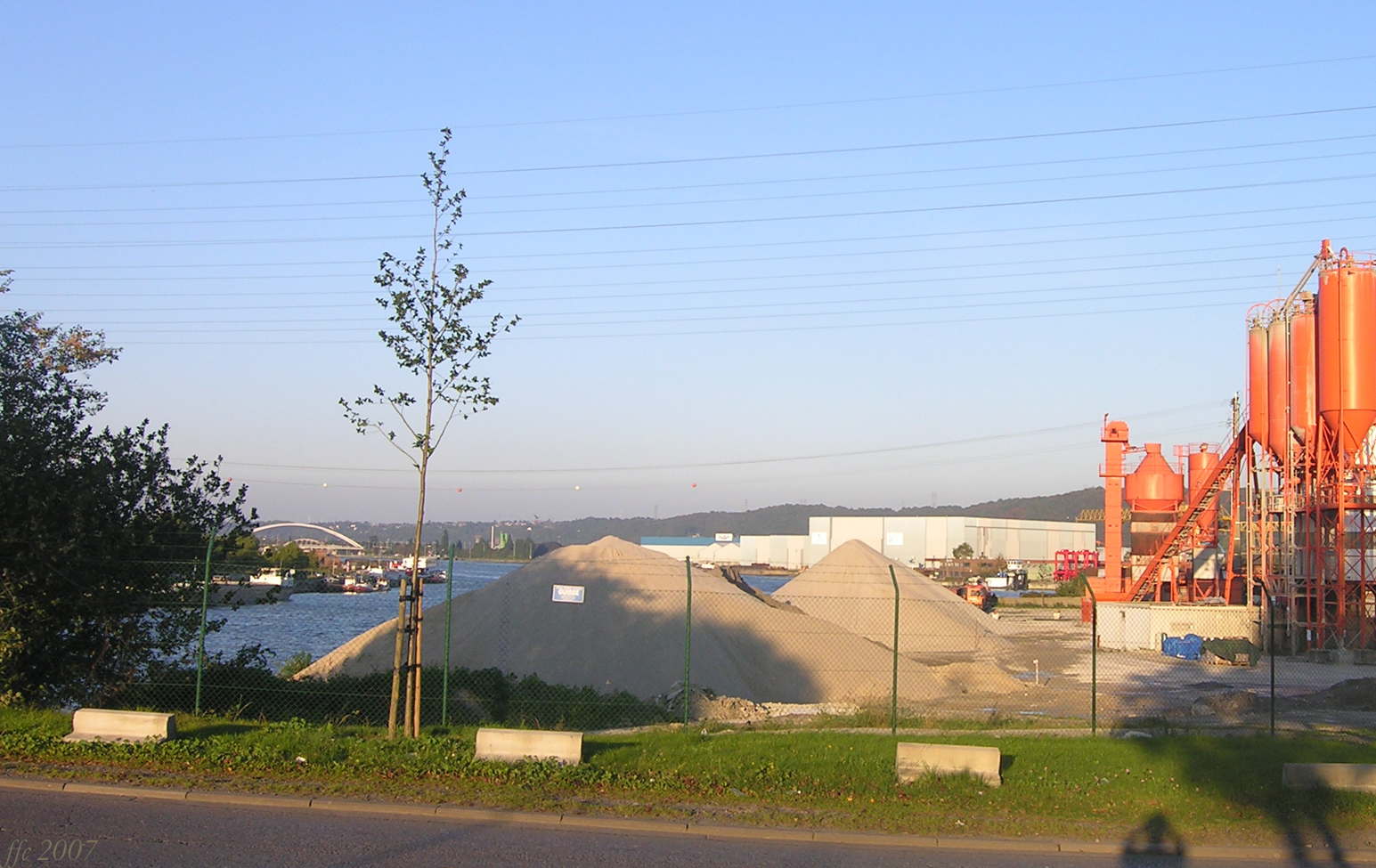
Instal·lacions portuàries per a materials de construcció

- 26 km de molls
- 367 hectàrees de zona portuària

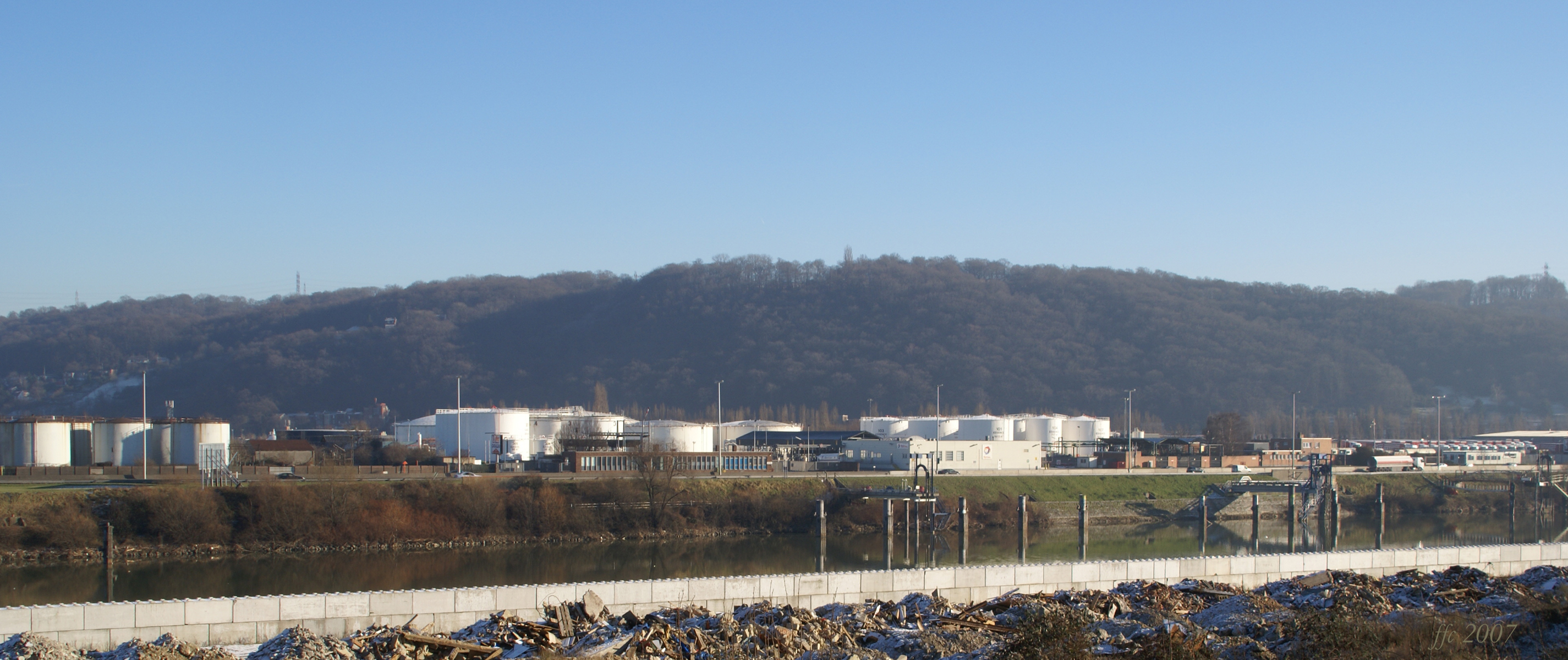
Port petrolier de Lieja

- una dàrsena coberta de 10.000m2
- molls interiors, roll-on/roll-off, drassana
- 102 grues i ponts grues
- 32 ponts bàscules
- 66 magatzems (docs) amb una superfície total de 15 hectàrees cobertes.
- 1 terminal per contenidors
- tines petroliers d'una capacitat de 194.000 m³
- graners d'una capacitat de 50.000 m³
- tremuges per sorra i grava d'una capacitat de 60.000 tones
- zones duaneres
- 115 llocs d'amarrament per a barques de plaer
- serveis de port 24 hores
- facilitats multimodals: fluvial, ferroviari i per carretera, tal com una connexió ràpida amb l'aeroport de mercaderies de Lieja a Bierset

## Enllaços i referències
Web del port en francès, neerlandès, alemany i anglès
1. ↑  Statistiques 2006-2010, Rapport annuel (extrait), Liège, Port de Liège, 2012
2. ↑  Communiqué de presse[Enllaç no actiu], Communiqué de presse, Liège, Port de Liège, 9 de febrer de 2012